# Assyrian International News Agency
Pour les articles homonymes, voir AINA.
Ne pas confondre avec Aina (ONG)
L'Assyrian International News Agency (AINA) est une agence de presse indépendante qui fournit des nouvelles et des analyses sur les questions liées à l'Assyrie et aux Assyriens. Elle a été créée en 1995 par Peter BetBasoo et Firas Jatou.

## Présentation
Le site web est enregistré à une adresse à Chicago dans l'État d'Illinois, appartenant à la Nineveh Software Corporation.
Les articles de l'AINA ont été cités par USA Today, Fox News,, The Christian Post (en), Crosswalk.com (en) et United Press International.